# 468 (číslo)
Čtyři sta šedesát osm je přirozené číslo. Následuje po číslu čtyři sta šedesát sedm a předchází číslu čtyři sta šedesát devět. Římskými číslicemi se zapisuje CDLXVIII a řeckými číslicemi υξη.

## Matematika
468 je:
- Abundantní číslo
- Složené číslo
- Nešťastné číslo

## Astronomie
- (468) Lina je planetka hlavního pásu, kterou objevil v roce 1901 Max Wolf

## Roky
- 468
- 468 př. n. l.